# Leucosceptrum
Leucosceptrum là một chi thực vật có hoa trong họ Hoa môi (Lamiaceae).

## Loài
Chi Leucosceptrum gồm các loài: